# La Liga Federal (básquetbol)
La Liga Federal de Básquetbol es un torneo de básquetbol profesional argentino gestionado por la Confederación Argentina de Básquetbol, correspondiente a la tercera categoría de este deporte en Argentina. Es sucesor de la Liga "B", la cual en 1992 pasó a ser la tercera división con la creación del Torneo Nacional de Ascenso.

A partir de la temporada 2022, cambió su denominación anterior (Torneo Federal de Básquet), por la actual, a fin de mantener una denominación similar a las dos categorías superiores del baloncesto argentino (La Liga Nacional y la Liga Argentina).

Cada año este torneo entrega plazas para disputar La Liga Argentina (ex TNA) en la temporada siguiente.

## Historia
El Torneo Federal de Básquetbol fue creado en 2011 cuando la Asociación de Clubes de Básquetbol decidió cederle la organización de la tercera división nacional de este deporte a la Confederación Argentina de Básquetbol, la cual organizó un torneo con 55 equipos.

El hecho de tener 55 clubes a lo largo y a lo ancho del país hace que este torneo sea muy federal, al igual que todas las competencias que organiza la CABB y al igual que la Liga Nacional. Creo que hay mucho por aprender, mucho por mejorar, pero creo que la gente que está al frente del torneo como Siri, Tolcachier, tienen que estar muy contentos. Tenemos todos los resultados online, mucha expectativa en todas las ciudades que se juega y si bien obviamente faltan muchas cosas para mejorar vamos haciendo camino al andar para que sea una competencia que la quieran jugar todos los clubes que practican básquet en el país.
Germán Vaccaro, expresidente de la CABB.

- Como quedó dicho, en la primera edición participaron 55 equipos, de los cuales La Unión (Colón) y San Lorenzo (Chivilcoy) lograron el ascenso al Torneo Nacional de Ascenso 2012-13.
- En la temporada 2012/2013, 49 equipos tomaron parte, y Unión de Santa Fe y Barrio Parque de Córdoba ascendieron al TNA 2013-14.
- En la tercera edición, 53 equipos compitieron para lograr, a la postre, dos ascensos al TNA 2014-15, boletos que fueron obtenidos por Estudiantes (Olavarría) y Regatas (Concepción del Uruguay).
- En la temporada 2014-15, participaron 54 clubes, para obtener lo que en definitiva fueron cuatro ascensos al TNA 2015-16, que fueron conseguidos por Parque Sur (Concepción del Uruguay), Olimpo (Bahía Blanca), Atenas (Carmen de Patagones) e Hindú Club (Resistencia). Los cuatro ascendidos se enfrentaron en un cuadrangular con formato semifinales y finales (más un partido por el tercer puesto) llevado a cabo en la ciudad de Carmen de Patagones [4], en la que Parque Sur de Concepción del Uruguay tras vencer en la final a Olimpo por 92-91.
- En el 2015, la Asociación de Jugadores, ente que regula los contratos de los basquetbolistas profesionales, pidió a la organización la inhabilitación de 16 equipos por no haber cumplido con los contratos para jugadores y/o cuerpo técnico. Los clubes implicados fueron los siguientes:[5]

| Atlético Santa Rita de Esquina, Corrientes Red Star de Catamarca Aca Salud de Posse San Lorenzo de Chivilcoy Deportivo y Social Sportsmen Unidos de Rosario Tucumán BB | Asociación Tiro y Deportes de Río Grande Hindú Club de Resistencia Juventud Unida de Goya Unión Orán de Salta Tokio Deportivo y Social de Posadas | Facundo de La Rioja Olimpia de Catamarca Atlético Argentino de Firmat Del Progreso Roca Municipal Santa Rosa |

Finalmente, en esa temporada, fueron 50 los clubes participantes, agrupados en las dos clásicas conferencias, integradas por tres divisiones cada una. Al igual que en la temporada 2014-15, 
el campeón se determinó en un cuadrangular "Final 4" con formato semifinales y finales (más un partido por el tercer puesto) llevado a cabo en un estadio neutral, siendo el elegido, el Estadio Héctor Etchart. Tras sortearse las dos semifinales, se enfrentaron Sportivo Atlético Club Las Parejas y Belgrano de San Nicolás por un lado; y Temperley con Central Entrerriano (Gualeguaychú) por el otro. Los ganadores, Temperley y Sportivo Las Parejas lograron el ascenso al TNA 2016-17, y dirimieron el título, que fue para Temperley, que se coronó campeón tras vencer por 68-59 a Sportivo.
- En 2017 hubo 50 equipos, divididos en dos conferencias, norte y sur. Tras varias llaves eliminatorias Ramos Mejía Lawn Tennis Club y Deportivo Norte de Armstrong eliminaron a Ameghino de Villa María y a Talleres de Tafí Viejo respectivamente y lograron el ascenso al Torneo Nacional.[9][10] Ambos equipos disputarán el título de la divisional.
- En la temporada 2017-18, durante la etapa regular, participaron 64 clubes, dividios en dos coferencias que a su vez se agruparon en siete divisiones. En los playoff, luego de desarrolarse las eliminatorias de conferencia, accedieron 8 conjuntos a la eliminatoria nacional, la que se desarrolló a partir de cuartos de final. La final fue disputada en una serie de dos encuentros entre Club Central Argentino Olímpico y Racing Club Chivilcoy que se consagró campeón tras vencer en ambos partidos [11]. Estableciendo el récord de mantenerse un total de 37 partidos invictos sobre 38 jugados (perdió sólo en su partido debut de la temporada, contra Belgrano de San Nicolás), y "barrer" en todas las series de playoff a sus rivales.

## Sistema de juego

### Sistema común a todas las ediciones
Si bien el sistema de disputa ha variado a lo largo de los años; se mantuvieron constantes los siguientes aspectos: 
- El torneo se disputa en dos grandes conferencias, la Norte y la Sur; los equipos de cada región se agrupan, a su vez, en divisiones, lo cual reduce las distancias entre los equipos y fomenta la participación de más instituciones.
- El sistema de competencia es mixto, durante la primera etapa de campeonato se juega una fase regular en la que los equipos se enfrentan todos contra todos, dentro de su división, siendo diferente en cada una de las divisiones el número de rondas jugadas, dependiendo ello de la cantidad de equipos que integran las divisiones.
- Concluida la etapa regular se desarrollan series de playoff eliminatorios, hasta clasificar a dos o a cuatro equipos que juegan la instancia final.
- El modo de disputa de la final no fue constante, variando entre serie de playoff o "Final 4".

## Breve reseña últimas temporadas

### Temporada 2022
Fue en esta temporada que el certamen cambió su denominación de Torneo Federal de Básquet por la actual "Liga Federal de Básquet".

#### Etapa regular
El certamen comenzó el 28 de enero de 2022.

La Conferencia Norte quedó integrada por cuatro divisiones (Noroeste Argentino, Cuyo, Noreste Argentino y Entre Ríos).
La Conferencia Sur, quedó conformada por otras cuatro divisiones (Córdoba-Santa Fe, Región 1; FeBAMABA-Prov. Buenos Aires y Patagónica). A su vez, la división FeBAMABA-Prov. Buenos Aires, se subdividió en cuatro grupos: Norte, Centro, Oeste y Buenos Aires; y la división Patagónica en tres subgrupos: La Pampa-Río Negro, Neuquén-Río Negro; Chubut-Santa Cruz). Cada división estuvo compuesta por un número diferentes de equipos, enfrentándose dentro de su grupo todos contra todos.

La etapa regular finalizó el 4 de mayo y ello determinó que cincuenta y seis -56-, equipos clasificaran a los playoff eliminatorios (32 por la Conferencia Sur y 24 por la Conferencia Norte).

#### Playoff
Los equipos clasificados se fueron eliminado en sucesivas series de playoff de tres partidos, con ventaja de localía para los equipos de mejor récord en la etapa regular, hasta determinar al campeón de cada conferencia.

Sólo 8 equipos pertenecientes a la Conferencia Norte (primero y segundo de cada una de las cuatro divisiones) avanzaron en forma directa a los octavos de final de su conferencia. Los demás equipos (16 de la Conferencia Norte y los 32 de la Conferencia Sur) debieron afrontar una, o dos rondas de playoff reclasificatorios, para clasificar a 8 conjuntos por el norte y 16 conjuntos por el sur, a los octavos de final de cada conferencia, para totalizar 32 equipos que jugaron por dos ascensos (uno por Conferencia).

#### Final de liga
El campeón de la Conferencia Sur: Pico Football Club; y el campeón de la Conferencia Norte: La Unión (ambos ascendidos a la Liga Argentina de Básquet), se enfrentaron en una serie de tres partidos, con ventaja de localía para Pico Football -por ser, de ambos equipos, el de mejor porcentaje de triunfos en la etapa regular- para determinar al campeón de la temporada 2022 de la Liga Federal de Básquet.

El campeón fue La Unión de Colón, que venció  en la serie final a Pico Football Club por 2 a 0: El viernes 1 de julio en Colón por 95 a 92; y el martes 5 de julio en General Pico por 91 a 83.

### Temporada 2023

#### Etapa regular
El certamen comenzó 28 de enero de 2023.
Para su desarrollo, los equipos se dividen en dos grandes Conferencias, la Norte y la Sur. Los clubes integrantes de cada conferencia, se agrupan en cuatro divisiones, algunas de ellas subdivididas en dos grupos.

La Conferencia Norte quedó integrada por cuatro divisiones (Noroeste Argentino, Cuyo, Noreste Argentino y Litoral). La Conferencia Sur, quedó conformada por otras cuatro divisiones (Centro, Metropolitana, Sudeste y Sur). Los equipos, dentro de su grupo, se enfrentaron todos contra todos a dos ruedas.

La etapa regular finalizó el 13 de mayo de 2023.

#### Postemporada
Finalizada la etapa regular, los equipos se enfrentaron dentro de su división, primero en series de play-in, luego en series de play-off, hasta quedar cuatro equipos por cada una de las divisiones.

Los 32 equipos clasificados se eliminaron en series de play-off interdivisión, al mejor de 3 juegos: En la Conferencia Norte por un sector del cuadro, el Noroeste Argentino a Cuyo, y por el otro sector del cuadro: el Noreste Argentino al Litoral. En  La Conferencia Sur, se enfrentaron los equipos de las divisiones Centro y Metropolitana, y los del Sudeste y Sur.

#### Final de liga
La jugaron el campeón de la Conferencia Norte: Club Atlético Provincial de Rosario, y el campeón de la Conferencia Sur: Club Atlético Unión (Mar del Plata) -ambos ascendidos-, al mejor de tres juegos, con formato 1-2 y ventaja de localía para Unión -por haber obtenido mayor porcentaje de victorias en la etapa regular.

Unión fue el campeón, que venció de visitante en el juego 1 por 85 a 84 y cerró la serie en el juego 2 venciendo nuevamente, en esa ocasión por 93 a 87.

### Temporada 2024

#### Postemporada
Finalizada la etapa regular, los equipos se enfrentaron dentro de su división, primero en series de play-in, luego en series de play-off, hasta quedar cuatro equipos por cada una de las divisiones.

Luego se enfrentaron en play-off interdivisionales. En la Conferencia Norte por un sector del cuadro, el Noroeste Argentino a Cuyo, y por el otro sector del cuadro: el Noreste Argentino al Litoral. En  La Conferencia Sur, se enfrentaron los equipos de las divisiones Litoral y Metropolitana, y los del Sudeste y Sur.

Los campeones de ambas conferencias, ya con el ascenso asegurado, se enfrentan para determinar al campeón de liga 2024.

Acceden a la final, los dos mejores equipos de la etapa regular: Centenario de Venado Tuerto con un récord impecable de 12-0 y El Talar de la Ciudad de Buenos Aires con un récord de 94% (17-1).

La serie final se juega al mejor de tres partidos, con formato 1-2, y ventaja de localía para Centenario por su mejor socre en la etapa regular. El primer juego es ganado por El Talar por 86 a 72. El segundo juego de la serie es ganado por el local Centenario por 85 a 76, forzando un tercer y último play. El último partido de la serie y del torneo fue ganado por El Talar por 72 a 70, que de esa manera se proclama campeón 2024 de la Liga Argentina de Basquet.
|  | Semifinales Conferencia | Semifinales Conferencia | Semifinales Conferencia | Semifinales Conferencia | Semifinales Conferencia |    |    | Finales de Conferencia | Finales de Conferencia | Finales de Conferencia | Finales de Conferencia | Finales de Conferencia |  |    | Clasificados | Clasificados | Clasificados | Clasificados | Clasificados |  |
|  |                         |                         |                         |                         |                         |    |    |                        |                        |                        |                        |                        |  |    |              |              |              |              |              |  |
|  |                         |                         |                         |                         |                         |    |    |                        |                        |                        |                        |                        |  |    |              |              |              |              |              |  |
|  | 1C                      | Centenario              | 79                      | 91                      | 83                      |    |    |                        |                        |                        |                        |                        |  |    |              |              |              |              |              |  |
|  | 1C                      | Centenario              | 79                      | 91                      | 83                      |    |    |                        |                        |                        |                        |                        |  |    |              |              |              |              |              |  |
|  | 4C                      | Temperley               | 83                      | 81                      | 52                      |    |    |                        |                        |                        |                        |                        |  |    |              |              |              |              |              |  |
|  | 4C                      | Temperley               | 83                      | 81                      | 52                      |    | 1C | Centenario             | 76                     | 74                     | 68                     |                        |  |    |              |              |              |              |              |  |
|  |                         |                         |                         |                         |                         |    | 1C | Centenario             | 76                     | 74                     | 68                     |                        |  |    |              |              |              |              |              |  |
|  |                         |                         | 1N                      | Tokio                   | 77                      | 64 | 63 |                        |                        |                        |                        |                        |  |    |              |              |              |              |              |  |
|  | 1N                      | Tokio                   | 1N                      | Tokio                   | 77                      | 64 | 63 | 71                     | 81                     |                        |                        |                        |  |    |              |              |              |              |              |  |
|  | 1N                      | Tokio                   |                         |                         |                         |    |    |                        |                        |                        |                        |                        |  |    |              |              |              |              |              |  |
|  | 1CO                     | Bochas SC               | 75                      | 63                      | 74                      |    |    |                        |                        |                        |                        |                        |  |    |              |              |              |              |              |  |
|  | 1CO                     | Bochas SC               | 75                      | 63                      | 74                      |    |    |                        |                        |                        |                        |                        |  | 1C | Centenario   | 72           | 85           | 70           |              |  |
|  |                         |                         |                         |                         |                         |    |    |                        |                        |                        |                        |                        |  | 1C | Centenario   | 72           | 85           | 70           |              |  |
|  |                         |                         | 1M                      | El Talar                | 86                      | 76 | 72 |                        |                        |                        |                        |                        |  |    |              |              |              |              |              |  |
|  | 1M                      | El Talar                | 1M                      | El Talar                | 86                      | 76 | 72 | 68                     | 89                     | 87                     |                        |                        |  |    |              |              |              |              |              |  |
|  | 1M                      | El Talar                |                         |                         |                         |    |    |                        |                        | 87                     |                        |                        |  |    |              |              |              |              |              |  |
|  | 1L                      | Central Entrerriano     | 75                      | 59                      | 74                      |    |    |                        |                        |                        |                        |                        |  |    |              |              |              |              |              |  |
|  | 1L                      | Central Entrerriano     | 75                      | 59                      | 74                      |    | 1M | El Talar               | 84                     | 75                     |                        |                        |  |    |              |              |              |              |              |  |
|  |                         |                         |                         |                         |                         |    | 1M | El Talar               | 84                     | 75                     |                        |                        |  |    |              |              |              |              |              |  |
|  |                         |                         | 2SE                     | Regatas                 | 77                      | 73 |    |                        |                        |                        |                        |                        |  |    |              |              |              |              |              |  |
|  | 1SE                     | Regatas                 | 2SE                     | Regatas                 | 77                      | 73 | 97 | 87                     |                        |                        |                        |                        |  |    |              |              |              |              |              |  |
|  | 1SE                     | Regatas                 |                         |                         |                         |    |    |                        |                        |                        |                        |                        |  |    |              |              |              |              |              |  |
|  | 1S                      | Pacífico                | 94                      | 73                      |                         |    |    |                        |                        |                        |                        |                        |  |    |              |              |              |              |              |  |
|  | 1S                      | Pacífico                | 94                      | 73                      |                         |    |    |                        |                        |                        |                        |                        |  |    |              |              |              |              |              |  |
|  |                         |                         |                         |                         |                         |    |    |                        |                        |                        |                        |                        |  |    |              |              |              |              |              |  |

### Temporada 2025

#### Listado de equipos intervinientes
El 10 de febrero CABB, publicó el listado de equipos participantes.
| Club                                                    | Ciudad                 | Temp | Conferencia | Div   | Estadio                  | Capacidad |
| REGIÓN                                                  |                        |      |             |       |                          |           |
| Club Atlético y Deportivo Perfora                       | Plaza Huincul          | 13   | Sur         | A     | Islas Malvinas           |           |
| Centro Social Cultural y Deportivo Español              | Plottier               | 5    | Sur         | A     | El Templo                |           |
| Club Atlético Pacífico                                  | Neuquén                | 6    | Sur         | A     | Viejo Ramírez            |           |
| Club de Pesca y Náutico El Bigua                        | Neuquén                | 3    | Sur         | A     |                          |           |
| Club Atlético Independiente                             | Neuquén                | 10   | Sur         | A     | La Caldera               |           |
| Club Social y Deportivo General Roca                    | General Roca           | 6    | Sur         | A     | Gimena Padin             |           |
| Club del Progreso                                       | General Roca           | 5    | Sur         | A     |                          |           |
| Club Atlético Regina                                    | Villa Regina           | 2    | Sur         | A     |                          |           |
| Club Social y Atlético Guillermo Brown                  | Puerto Madryn          | 2    | Sur         | B     |                          |           |
| Club Náutico Rada Tilly                                 | Rada Tilly             | D    | Sur         | B     |                          |           |
| Federación Deportiva                                    | Comodoro Rivadavia     | 1    | Sur         | B     | Diego Simón              |           |
| Escuela de Básquet Mosconi                              | Caleta Olivia          | D    | Sur         | B     |                          |           |
| Club Sportivo Independiente                             | General Pico           | 2    | Sudeste     | A     | Gigante de la Avenida    |           |
| Club Atlético Ferro Carril Oeste                        | General Pico           | 7    | Sudeste     | A     | Colosito Barrio Talleres |           |
| Club Atlético All Boys                                  | Santa Rosa             | 9    | Sudeste     | A     | José Regazoli            |           |
| Club General San Martín                                 | Junín                  | 7    | Sudeste     | A     | Alcides Schiavoni        |           |
| Club Los Indios                                         | Junín                  | 1    | Sudeste     | A     | Tomás Corrado            |           |
| Club Social y Deportivo Colón                           | Chivilcoy              | 3    | Sudeste     | A     | Oscar y Alfredo Barca    |           |
| Club Independiente                                      | Tandil                 | 7    | Sudeste     | B     | Duggan Martignoni        | 2.500     |
| Belgrano                                                | San Nicolás            | 9    | Sudeste     | B     | Fortunato Bonelli        | 3.500     |
| Club Somisa                                             | San Nicolás            | 5    | Sudeste     | B     | Socios Fundadores        |           |
| Centro Basko Argentino Euzko Etxea                      | Necochea               | D    | Sudeste     | B     |                          |           |
| Club Atenas                                             | La Plata               | 2    | Sudeste     | B     | Dante Demo               |           |
| Club Estudiantes                                        | La Plata               | 13   | Sudeste     | B     | Polideportivo Uno        |           |
| Club Independiente                                      | Zárate                 | 1    | Sudeste     | B     |                          |           |
| Club Social y Deportivo Facundo                         | La Rioja               | 10   | Oeste       | A     | La Caldera Verde         |           |
| Club Atlético Riojano                                   | La Rioja               | 3    | Oeste       | A     |                          |           |
| Rioja Juniors Basket                                    | La Rioja               | 3    | Oeste       | A     |                          |           |
| Club Banco Rioja                                        | La Rioja               | 2    | Oeste       | A     |                          |           |
| Chamical Basket                                         | Chamical               | 1    | Oeste       | A     |                          |           |
| Club Atlético Huracán Las Heras                         | Las Heras              | D    | Oeste       | A     |                          |           |
| Club Gimnasia y Esgrima Pedernera Unidos                | San Luis               | 4    | Oeste       | A     | Emilio Perazzo           | 2.000     |
| Club Deportivo y Biblioteca Popular Infantil Almafuerte | Las Varillas           | 2    | Oeste       | B     |                          |           |
| Bochas Sport Club                                       | Colonia Caroya         | 2    | Oeste       | B     |                          |           |
| Asociación Deportiva 9 De Julio                         | Morteros               | 5    | Oeste       | B     |                          |           |
| Club Deportivo Central Argentino                        | Villa María            | 1    | Oeste       | B     |                          |           |
| Club El Tala                                            | San Francisco          | D    | Oeste       | B     |                          |           |
| Asociación El Ceibo                                     | San Francisco          | 3    | Oeste       | B     |                          |           |
| Club Central Entrerriano                                | Gualeguaychú           | 9    | Litoral     | Unica | José María Bértora       | 2.100     |
| Club Urquiza Santa Elena                                | Santa Elena            | D    | Litoral     | Unica |                          |           |
| Club Social y Deportivo Luis Luciano                    | Urdinarrain            | 2    | Litoral     | Unica |                          |           |
| Club Regatas Uruguay                                    | Concepción del Uruguay | 12   | Litoral     | Unica | Juan José Garro          |           |
| Club Ciclista Paraná                                    | Paraná                 | D    | Litoral     | Unica |                          |           |
| Club Sportivo San Salvador                              | San Salvador           | 2    | Litoral     | Unica | El Corralito             |           |
| Club Deportivo Ferrocarril                              | San Salvador           | 1    | Litoral     | Unica |                          |           |
| Club Atlético BH                                        | Gualeguay              | 6    | Litoral     | Unica | Islas Malvinas           |           |
| Club Atlético Rosario Tala                              | Rosario del Tala       | 12   | Litoral     | Unica | Gregorio Panizza         |           |
| Club Nicolás Avellaneda                                 | Santiago del Estero    | 12   | Norte       | A     |                          |           |
| Club Atlético San Martín                                | Tucumán                | 2    | Norte       | A     |                          |           |
| Club Nicolás Avellaneda                                 | Tucumán                | 5    | Norte       | A     |                          |           |
| Club Belgrano Cultural y Deportivo                      | Tucumán                | 6    | Norte       | A     |                          |           |
| Asociación Mitre S.C.                                   | Tucumán                | 4    | Norte       | A     |                          |           |
| Club Atlético Concepción                                | Banda del Río Salí     | D    | Norte       | A     |                          |           |
| Club Atlético Talleres                                  | Tafí Viejo             | 11   | Norte       | A     |                          |           |
| Club Red Star BBC                                       | Catamarca              | 4    | Norte       | A     | Ricardo Bollea           |           |
| Club Hindú BBC                                          | Catamarca              | 7    | Norte       | A     | José Antonio Russo       |           |
| Club Atlético San Lorenzo                               | Monte Caseros          | D    | Norte       | B     |                          |           |
| Hindú Club                                              | Resistencia            | 6    | Norte       | B     |                          |           |
| Club Cultural Social Deportivo Recreativo Hércules      | Charata                | 1    | Norte       | B     |                          |           |
| Centro Cultural y Deportivo Santa Sylvina               | Santa Sylvina          | 2    | Norte       | B     |                          |           |
| Club General San Martín                                 | Curuzú Cuatiá          | 5    | Norte       | B     |                          |           |
| A.M.A.D                                                 | Goya                   | 3    | Norte       | B     |                          |           |
| Club Domingo Faustino Sarmiento                         | Formosa                | 6    | Norte       | B     |                          |           |
| Clubes Asociados Progreso Rowing e Independiente        | Posadas                | D    | Norte       | B     |                          |           |
| Club Deportivo y Social Tokio                           | Posadas                | 7    | Norte       | B     |                          |           |
| Club Atlético Bartolomé Mitre                           | Posadas                | 2    | Norte       | B     |                          |           |
| Club Deportivo y Social Sportsmen Unidos                | Rosario                | 6    | Centro      | A     |                          |           |
| Club Atlético Temperley                                 | Rosario                | 2    | Centro      | A     |                          |           |
| Club Gimnasia y Esgrima de Rosario                      | Rosario                | 2    | Centro      | A     |                          |           |
| Club Atlético Rosario Central                           | Rosario                | D    | Centro      | A     |                          |           |
| Club Náutico Sportivo Avellaneda                        | Rosario                | 3    | Centro      | A     |                          |           |
| Club Atlético Argentino                                 | Marcos Juárez          | 1    | Centro      | A     |                          |           |
| Club Atlético Biblioteca y Mutual San Martín            | Marcos Juárez          | 2    | Centro      | A     |                          |           |
| Sport Club Cañadense                                    | Cañada de Gómez        | 6    | Centro      | A     |                          |           |
| Olimpia Basketball Club                                 | Venado Tuerto          | 2    | Centro      | A     |                          |           |
| Club Atlético Rivadavia Juniors                         | Santa Fe               | D    | Centro      | B     |                          |           |
| Club Atlético Gimnasia y Esgrima                        | Santa Fe               | 1    | Centro      | B     |                          |           |
| Club Atlético Almagro                                   | Esperanza              | 2    | Centro      | B     |                          |           |
| Club Sportivo Rivadavia Mutual Social y Cultural        | San Genaro             | D    | Centro      | B     |                          |           |
| Club Sanjustino                                         | San Justo              | 3    | Centro      | B     |                          |           |
| Club Atlético Santa Paula                               | Gálvez                 | 6    | Centro      | B     |                          |           |
| Club Atlético San Jorge Mutual y Social                 | San Jorge              | D    | Centro      | B     |                          |           |
| Club Deportivo Libertad                                 | Sunchales              | 2    | Centro      | B     | Hogar de los Tigres      | 4.000     |
| Club Atlético River Plate                               | CABA                   | 9    | FEBAmba     |       | Microestadio River Plate |           |
| Ateneo Popular Versailles                               | CABA                   | 2    | FEBAmba     |       |                          |           |
| Club Social y Deportivo Pinocho                         | CABA                   | 4    | FEBAmba     |       | Ernesto Magliarella      |           |
| Gimnasia y Esgrima de Villa del Parque                  | CABA                   | 4    | FEBAmba     |       |                          |           |
| Institución Domingo Faustino Sarmiento                  | Santos Lugares         | 4    | FEBAmba     |       | Centenario               |           |
| Club Social y Deportivo Presidente Derqui               | Presidente Derqui      | 7    | FEBAmba     |       | Carlos Carpegna          |           |
| Club Atletico Caza y Pesca                              | Don Torcuato           | 6    | FEBAmba     |       | Edgardo N. Michaud       |           |
| Club Sportivo Pilar                                     | Pilar                  | 4    | FEBAmba     |       | La Caldera               |           |
| Club Atlético 3 de Febrero                              | San Andrés             | 1    | FEBAmba     |       |                          |           |
| Club Atlético San Miguel                                | San Miguel             | D    | FEBAmba     |       |                          |           |
| Club San Fernando                                       | San Fernando           | D    | FEBAmba     |       | Gimnasio de basquet nº 3 |           |
| Unión Vecinal y Fomento de Munro                        | Munro                  | 1    | FEBAmba     |       |                          |           |
| Club Social Claridad de Fomento y Cultura               | Ciudadela              | 2    | FEBAmba     |       |                          |           |
| Club Atlético Estudiantil Porteño                       | Ramos Mejía            | 9    | FEBAmba     |       |                          |           |
| Club Recreativo Los Indios                              | Moreno                 | 6    | FEBAmba     |       | Oscar Vicente Pérez      |           |
| Club Social Alejandro Korn                              | Alejandro Korn         | D    | FEBAmba     |       |                          |           |
| C.A.S.A. de Padua                                       | San Antonio de Padua   | 1    | FEBAmba     |       |                          |           |
| Club Atlético Ferrocarril Midland                       | Libertad               | 2    | FEBAmba     |       |                          |           |
| Club Atlético Independiente                             | Avellaneda             | 4    | FEBAmba     |       | Carlos Bottaro           |           |
| Club Gimnasia y Esgrima Ituzaingó                       | Ituzaingó              | 2    | FEBAmba     |       | Dr. Armando Milano       |           |
| Club Atlético Monte Grande                              | Monte Grande           | D    | FEBAmba     |       |                          |           |
| Cañuelas F.C                                            | Cañuelas               | D    | FEBAmba     |       |                          |           |
| Club Deportivo Defensores de Hurlingham                 | Hurlingham             | 1    | FEBAmba     |       |                          |           |
| Club Social y Atlético Ezeiza                           | Ezeiza                 | 1    | FEBAmba     |       |                          |           |
| Club Atlético Banco de la Nación Argentina              | Vicente López          | D    | FEBAmba     |       |                          |           |
| Club Deportivo San Andrés                               | Malaver                | D    | FEBAmba     |       | Enrique Tanghe           |           |
| Club Deportivo Berazategui                              | Berazategui            | 1    | FEBAmba     |       |                          |           |

Notas
1. ↑   Se incluye hasta la temporada 2024.Ver temporadas totales

## Equipos que participaron a lo largo de la historia

### Datos históricos relevantes
- Doscientos ochenta y ocho clubes (288), jugaron al menos una edición del certamen.
- Solo dos clubes jugaron la totalidad de las catorce ediciones desarrolladas, desde la temporada 2011-12, hasta la 2025.
- En la temporada 2025 (actual) se produjo el debut absoluto de 21 clubes, entre los que cabe destacar la presencia del Club Deportivo San Andrés, campeón de la histórica "Liga de Transición 1984".
- La temporada con mayor cantidad de equipos debutantes fue la 2023, con 28 nuevos equipos en la categoría.
- A lo largo de la historia, han jugado el certamen, importantes clubes que supieron jugar en la Liga Nacional; e incluso algunos de ellos, antes de su participación "Federal", fueron campeones del torneo superior. Esos equipos son: GEPU, de San Luis; Sportivo Independiente, de General Pico; Olimpia BBC, de Venado Tuerto; Estudiantes de Olavarría, Libertad de Sunchales. En tanto que otros clubes: San Lorenzo de Almagro e Instituto de Córdoba, fueron campeones Nacionales, con posterioridad a su participación "Federal".
- Varios clubes, que militan actualmente en la Liga Nacional: Ferro Carril Oeste; Instituto, de Córdoba; Independiente, de Oliva; Platense; San Lorenzo de Almagro y Unión de Santa Fe, tomaron al Torneo Federal de Básquet como plataforma de inicio de sus proyectos basquetbolísticos, logrando paulatinamente el ascenso a la categoría superior; algunos mediante la compra de la plaza o alianzas deportivas, y otros como Unión de Santa Fe, por méritos deportivos y consiguiendo los dos ascensos.
- Otros equipos que jugaron el "Federal", y han tenido participación en la Liga Nacional son: Almagro de Esperanza; Atlético Argentino (Firmat); Belgrano (San Nicolás); Belgrano CyD de Tucumán; Central Entrerriano (Gualeguaychú); Deportivo Roca (General Roca); Deportivo San Andrés; Firmat Football Club (Firmat); Gimnasia y Esgrima La Plata; Gimnasia y Esgrima Pergamino; Hispano Americano (Río Gallegos); Independiente (Neuquén); Independiente (Tucumán); Juventud Sionista (Paraná); Olimpo (Bahía Blanca); Pico Football Club; Racing Club (Avellaneda); Regatas (San Nicolás); Riachuelo de La Rioja; River Plate; San Martín (Marcos Juarez); Santa Paula de Gálvez; Sport Club Cañadense y Unión (Sunchales).
- Equipos que participan en torneos superiores, pero han intervenido en la división con sus planteles de Desarrollo son Boca Juniors (CABA); Ciclista Olímpico (La Banda); Comunicaciones (Mercedes); Oberá Tennis (Oberá); Obras Sanitarias (CABA); Regatas (Corrientes); Quimsa (Santiago del Estero); Quilmes (Mar del Plata).

### Historial de participaciones por equipo
Nota: Actualizado a la temporada 2025 (actual) inclusive.
Catorce participaciones

Jugaron todas las ediciones
- Club Social y Deportivo Pérfora (Plaza Huincul)
- Estudiantes (La Plata)

Trece participaciones

Entre paréntesis las temporadas que no participaron
- Club Atlético Rosario Tala (Rosario del Tala) (2021)
- Club Regatas Uruguay (Concepción del Uruguay) (2023)
- Nicolás Avellaneda (Santiago del Estero) (2017)

Doce participaciones

Entre paréntesis las temporadas que no participaron
- Club Atlético Talleres (Tafí Viejo) (2014-15 y 2017-18)
- ICD Pedro Echagüe (CABA) (2021 y 2025)

Once participaciones

Entre paréntesis las temporadas que no participaron
- Centro Sportivo Peñarol (Rosario del Tala) (2021, 2023 y 2025)
- Ferrocarril (Concordia) (2011-12, 2024, 2025)
- SyD Facundo [nota 1] (La Rioja) (2016-17, 2017-18 y 2018-19)
- Independiente (Neuquén) (2011-12, 2012-13 y 2013-14)

Diez participaciones

Entre paréntesis las temporadas que no participaron
- All Boys (Santa Rosa) (2013-14, 2014-15, 2015-16 y 2016-17)
- Belgrano (San Nicolás) (2011-12, 2012-13, 2018-19 y 2019-20)
- Central Entrerriano (Gualeguaychú) (2011-12, 2012-13, 2013-14 y 2019-20)
- Estudiantil Porteño (CABA) (2011-12, 2012-13, 2013-14 y 2014-15)
- River Plate (CABA) (2011-12, 2012-13, 2013-14 y 2021)

Ocho participaciones

Entre paréntesis las temporadas que participaron
| - Huracán (San Justo) (2014-15, 2015-16, 2016-17, 2017-18, 2018-19, 2020, 2022, 2024) - Olimpia (Catamarca) (2011-12, 2012-13, 2013-14, 2014-15, 2015-16, 2016-17, 2023, 2024) - San Martín (La Rioja) (2011-12, 2012-13, 2013-14, 2014-15, 2015-16, 2016-17, 2017-18, 2018-19) - Sportivo Las Parejas (2012-13, 2013-14, 2014-15, 2015-16, 2017-18, 2018-19, 2020, 2022) - Unión Vecinal (La Plata) (2012-13, 2013-14, 2014-15, 2015-16, 2016-17, 2017-18, 2018-19, 2020) - Ferro Carril Oeste (General Pico) (2017-18, 2018-19, 2020, 2021, 2022, 2023, 2024, 2025) | - Hindú BBC (Catamarca) (2016-17, 2017-18, 2018-19, 2020, 2022, 2023, 2024, 2025) - Club Independiente (Tandil) (2011-12, 2012-13, 2013-14, 2014-15, 2022, 2023, 2024, 2025) - Sarmiento (Formosa) (2011-12, 2012-13, 2013-14, 2018-19, 2020, 2023, 2024, 2025) - Presidente Derqui (2017-18, 2018-19, 2020, 2021, 2022, 2023, 2024, 2025) - Tokio DyS (Posadas) (2011-12, 2012-13, 2014-15, 2021, 2022, 2023, 2024, 2025) |

Siete participaciones

Entre paréntesis las temporadas que participaron
| - Sportivo Escobar (Escobar) (2016-17, 2017-18, 2018-19, 2020, 2022, 2023, 2024) - Unión (Mar del Plata) (2016-17, 2017-18, 2018-19, 2020, 2021, 2022, 2023) - Unión Orán (Salta) (2011-12, 2012-13, 2013-14, 2014-15, 2015-16, 2016-17, 2017-18) - Villa Mitre (CABA) (2011-12, 2012-13, 2013-14, 2014-15, 2015-16, 2016-17, 2023) - Belgrano CyD (Tucumán) (2018-19, 2020, 2021, 2022, 2023, 2024, 2025) - BH de Gualeguay (2016-17, 2017-18, 2018-19, 2020, 2022, 2024, 2025) - Pacífico (Neuquén) (2011-12, 2018-19, 2020, 2022, 2023, 2024, 2025) | - Caza y Pesca (Don Torcuato) (2017-18, 2018-19, 2020, 2022, 2023, 2024, 2025) - Deportivo Roca (General Roca) (2011-12, 2012-13, 2013-14, 2022, 2023, 2024, 2025) - Hindú Club (Resistencia) (2011-12, 2012-13, 2014-15, 2022, 2023, 2024, 2025) - Recreativo Los Indios (Moreno) (2017-18, 2018-19, 2020, 2021, 2022, 024, 2025) - San Martín (Junín) (2011-12, 2012-13, 2013-14, 2014-15, 2015-16, 2024, 2025) - Sport Club Cañadense (Cañada de Gómez) (2018-19, 2020, 2021, 2022, 2023, 2024, 2025) - Sportsmen Unidos (Rosario) (2012-13, 2013-14, 2014-15, 2022, 2023, 2024, 2025) |

Seis participaciones

Entre paréntesis las temporadas que participaron
| - Atlético Pilar (Pilar) (2015-16, 2016-17, 2017-18, 2018-19, 2020, 2022) - Atlético Saladas (Corrientes) (2014-15, 2015-16, 2016-17, 2017-18, 2018-19, 2020) - Capuchinos (Concordia) (2015-16, 2016-17, 2017-18, 2018-19, 2020, 2022) - Racing Club (Avellaneda) (2016-17, 2017-18, 2018-19, 2020, 2022, 2023) - Santa Paula (Gálvez) (2017-18, 2018-19, 2020, 2022, 2023, 2024) - Sportivo Suardi (Suardi) (2017-18, 2018-19, 2020, 2021, 2022, 2023) - Unión (Sunchales) (2013-14, 2014-15, 2015-16, 2016-17, 2017-18, 2018-19) | - Vélez Sársfield (CABA) (2011-12, 2012-13, 2013-14, 2020, 2021, 2022) - Centro Español (Plottier) (2011-12, 2016-17, 2022, 2023, 2024, 2025) - Del Progreso (Gral. Roca) (2011-12, 2012-13, 2013-14, 2014-15, 2024, 2025) - General San Martín (Curuzú Cuatiá) (2017-18, 2018-19, 2020, 2022, 2023, 2025) - Deportivo 9 de Julio (Morteros) (2020, 2021, 2022, 2023, 2024, 2025) - Somisa (San Nicolás) (2020, 2021, 2022, 2023, 2024, 2025) |

Cinco participaciones

Entre paréntesis las temporadas que participaron
| - Amancay (La Rioja) (2016-17, 2017-18, 2021, 2022, 2023) - Anzorena (Mendoza) (2011-12, 2012-13, 2013-14, 2015-16, 2016-17) - Atlético Argentino (Firmat) (2011-12, 2012-13, 2013-14, 2014-15, 2022) - Atlético Tostado (Santa Fe) (2015-16, 2016-17, 2017-18, 2018-19, 2024) - Centro Deportivo Rivadavia (Mendoza) (2012-13, 2013-14, 2014-15, 2015-16, 2016-17) - Independiente DSC (Oliva) (2016-17, 2017-18, 2018-19, 2020, 2021) - Municipalidad de Junín Basket (Mendoza) (2015-16, 2016-17, 2017-18, 2018-19, 2020) - Olimpia (Paraná) (2017-18, 2018-19, 2020, 2022, 2023, - Racing (Gualeguaychú) (2012-13, 2021, 2022, 2023, 2024) - Ramos Mejía LTC (2011-12, 2016-17, 2018-19, 2021, 2022) - Atlético Riojano (2021, 2022, 2023, 2024, 2025) | - Regatas (Resistencia) (2012-13, 2013-14, 2021, 2022, 2023) - San José (San José) (2018-19, 2020, 2021, 2022, 2023) - Sarmiento (Resistencia) (2011-12, 2018-19, 2020, 2021, 2022) - Sportivo 9 de Julio (Río Tercero) (2017-18, 2018-19, 2020, 2021, 2022) - GEPU (San Luis) (2013-14, 2018-19, 2020, 2022, 2025) - Gimnasia y Esgrima Villa del Parque (CABA) (2011-12, 2012-13, 2022, 2024, 2025) - Independiente (Avellaneda) (2011-12, 2021, 2023, 2024, 2025) - Institución Sarmiento (Santos Lugares) (2020, 2022, 2023, 2024, 2025) - Mitre (Tucumán) (2015-16, 2022, 2023, 2024, 2025) - Pinocho (CABA) (2021, 2022, 2023, 2024, 2025) - Red Star BBC (2013-14, 2014-15, 2023, 2024, 2025) - Sportivo Pilar (Pilar) (2011-12, 2022, 2023, 2024, 2025) |

Cuatro participaciones

Entre paréntesis las temporadas que participaron
| - All Boys (CABA) (2021, 2022, 2023, 2024) - Argentino (Pergamino) (2015-16, 2016-17, 2017-18, 2018-19) - Atalaya Club (Rosario) (2017-18, 2018-19, 2020, 2024) - Atenas Sport Club (San José, Mendoza) (2012-13, 2013-14, 2014-15, 2015-16) - Atlético y Biblioteca Bell Ville (2018-19, 2020, 2021, 2023) - Central Argentino Olímpico (Céres) (2014-15, 2015-16, 2016-17, 2017-18) - El Talar (CABA) 2021, 2022, 2023, 2024) - El Tribuno Basket (Salta) (2017-18, 2018-19, 2020, 2021) - Estudiantes (Olavarría) (2011-12, 2012-13, 2013-14, 2023) - Jachal BC (San Juan) (2017-18, 2018-19, 2020, 2021) - José Hernández (CABA) (2014-15, 2015-16, 2017-18, 2018-19) - Juan Bautista Alberdi (Tucumán) (2011-12, 2017-18, 2018-19, 2023) - Lanús (2016-17, 2017-18, 2018-19, 2020) - Regatas (San Nicolás) (2021, 2022, 2023, 2024) | - Santa Rita (Esquina) (2011-12, 2012-13, 2013-14, 2014-15, - Sarmiento (Junín) (2014-15, 2015-16, 2016-17, 2017-18) - Sol de Mayo (Viedma) (2017-18, 2018-19, 2020, 2022) - Tiro y Deportes Río Grande (Jujuy) (2013-14, 2014-15, 2015-16, 2016-17) - Villa Mitre (Bahía Blanca) (2015-16, 2016-17, 2017-18, 2018-19) - Zárate Basket (Zárate) (2017-18, 2018-19, 2020, 2021) - AMAD (Goya) (2018-19, 2020, 2022, 2025) - El Biguá (Neuquén) (2022, 2023, 2024, 2025) - Colón (Corrientes) (2021, 2022, 2024, 2025) - El Ceibo (San Francisco) (2022, 2023, 2024, 2025) - Náutico Avellaneda (Rosario) (2021, 2022, 2024, 2025) - Rioja Juniors (2022, 2023, 2024, 2025) - Sanjustino (San Justo, Santa Fe) (2014-15, 2015-16, 2016-17, 2025) - Nicolás Avellaneda (Tucumán) (2016-17, 2018-19, 2022, 2025) |

Tres participaciones

Entre paréntesis las temporadas que participaron
| - Villa San Martín (Resistencia) (2013-14, 2014-15, 2015-16) - Brown (San Vicente) (2011-12, 2012-13, 2013-14) - Atlético Carcarañá (Santa Fe) (2013-14, 2014-15, 2024) - Centenario (Neuquén) (2020, 2021, 2022) - Centro Bancario Gualeguay (2022, 2023, 2024) - Cinco Saltos (Río Negro) (2017-18, 2018-19, 2020, - Ciclista Olímpico (La Banda) (Liga de Desarrollo) (2021, 2022, 2023) - Club Cipolletti (2017-18, 2018-19, 2020) - Colón (Chivilcoy) (2021, 2022, 2024) - Ferro Carril Oeste (CABA) (2012-13, 2013-14, 2021-ldd) - Ferrocarril Patagónico (Puerto Madryn) (2017-18, 2018-19, 2023) - Sociedad Hebraica (2021, 2022, 2023) - Hispano Americano (Río Gallegos) (2011-12, 2012-13, 2013-14) - Independiente (Tucumán) (2012-13, 2013-14, 2022) - Jujuy Básquet (2022, 2023, 2024) - Juventud Unida (Alpachiri) (2020, 2021, 2022) - La Unión (Colón) (2011-12, 2020, 2022) - Neptunia (Gualeguaychú) (2020, 2022, 2023) - Parque Sur (Concepción del Uruguay) (2013-14, 2014-15, 2024) - Petrolero Argentino (2021, 2022, 2023) - Pico Football Club (General Pico) (2018-19, 2020, 2022) - San Lorenzo (Chivilcoy) (2011-12, 2014-15, 2015-16) - Sociedad Española (San Luis) (2011-12, 2012-13, 2013-14) - Sol de América (Formosa) (2018-19, 2020, 2023) | - Temperley (Lomas de Zamora) (2014-15, 2015-16, 2024) - Unión (Goya) (2015-16, 2016-17, 2017-18) - Tucumán BBC (2014-15, 2015-16, 2017-18) - Almafuerte (Las Varillas) (2023, 2024, 2025) - Almagro (Esperanza) (2023, 2024, 2025) - Atenas (La Plata) (2023, 2024, 2025) - Ateneo Popular Versalles (CABA) (2023, 2024, 2025) - Atlético Regina (Villa Regina) (2011-12, 2012-13, 2025) - Banco La Rioja (2021, 2022, 2025) - Bartolomé Mitre (Posadas) (2011-12, 2023, 2025) - Bochas Sport Club (Colonia Caroya) (2023, 2024, 2025) - Claridad (Ciudadela) (2023, 2024, 2025) - Cultural (Santa Sylvina) (2020, 2023, 2025) - Guillermo Brown (Puerto Madryn) (2022, 2023, 2025) - Gimnasia y Esgrima Ituzaingó (2023, 2024, 2025) - Gimnasia y Esgrima (Rosario) (2021, 2022, 2025) - Libertad (Sunchales) (Liga de Desarrollo) (2021, 2024, 2025) - Luis Luciano (Urdinarrain) (2021, 2022, 2025) - Olimpia BC (Venado Tuerto) (2023, 2024, 2025) - San Martín (Marcos Juarez) (2023, 2024, 2025) - San Martín (Tucumán) (2023, 2024, 2025) - Sportivo Independiente (G. Pico) (2023, 2024, 2025) - Sportivo San Salvador (San Salvador) (2011-12, 2024, 2025) - Temperley (Rosario) (2022, 2024, 2025) |

Dos participaciones

Entre paréntesis las temporadas que participaron
| - Adelante (Reconquista) (2011-12, 2015-16) - Alma Juniors (Esperanza) (2011-12, 2012-13) - Ameghino (Villa María) (2015-16, 2016-17) - Atenas (Carmen de Patagones)2013-14, 2014-15, - Atlético Tala (Corrientes) (2022, 2023) - Atlético Villegas (Villegas) (2023, 2024) - Bahiense del Norte (Bahía Blanca) (2014-15, 2015-16) - Barrio Parque (Córdoba) (2011-12, 2012-13) - Centenario F.B.C.C y D (Venado Tuerto) (2023, 2024) - Central San Javier (Santa Fe) (2015-16, 2016-17) - Deportivo Acción (Sáenz Peña) (2018-19, 2022) - El Chorrillero (San Luis) (2011-12, 2012-13) - Ferrocarril Midland (2023, 2024) - Firmat FC (2012-13, 2013-14) - Gimnasia y Esgrima (La Plata) (2014-15, 2024) - Huracán (San Javier) (2016-17, 2017-18) - Italiano (CABA) (2021, 2024) - Juventud Sionista (Paraná) (2023, 2024) - Kimberley (Mar del Plata) (2023, 2024) - La Rioja Básquet (2019-20, 2021) - Municipal El Bordo (Salta) (2011-12, 2012-13 ) - Municipal Santa Rosa (2014-15, 2015-16 ) - Obras Sanitarias (CABA) (Liga de Desarrollo) (2021, 2022) - Pergamino Basket (2020, 2021) - Platense (Vicente López) (2013-14, 2014-15) | - Provincial (Rosario) (2022, 2023) - Racing Club Chivilcoy (2016-17, 2017-18) - Racing AC (Olavarría) (2022, 2023) - Tiro Federal (Morteros) (2012-13, 2013-14) - UNCAus (Presidencia Roque Sáenz Peña) (2012-13, 2013-14) - Unión (Santa Fe) (2011-12, 2012-13) - Unión Alem Progresista (2013-14, 2018-19) - Zorros Básquet (Neuquén) (2022, 2023) - Argentino (Marcos Juárez) (2024, 2025) - Atlético Ezeiza (2024, 2025) - CASA(San Antonio de Padua) (2024, 2025) - Chamical Basket (Chamical) (2024, 2025) - Defensores de Hurlingam (2022, 2025) - Deportivo Berazategui (Berazategui) (2024, 2025) - Deportivo Central Argentino (Villa María) (2024, 2025) - Federación Deportiva (C. Rivadavia) (2022, 2025) - Gimnasia y Esgrima (Santa Fe) (2024, 2025) - Hércules (Charata) (2024, 2025) - Independiente (Zárate) (2024, 2025) - Los Indios (Junín) (2024, 2025) - Náutico y Deportivo (Rada Tilly) (2024, 2025) - 3 de Febrero (San Andrés) (2024, 2025) - Unión Vecinal y Fomento (Munro) (2024, 2025) - Unión Deportiva Río Colorado (2022, 2023) |

Una participación

Entre paréntesis la temporads que participaron
| - Alberdi Club (Villa Mercedes) (2023) - Alumni (Casilda) (2024) - Andes Talleres SC (Godoy Cruz) (2013-14) - Asociación Italiana (Charata) (2014-15) - Asociación Las Breñas (Chaco) (2011-12) - Atlético Gorriti (Jujuy) (2011-12) - Atlético María Juana (Santa Fe) (2011-12) - Atlético Unión (Villa Unión) (2022) - Avellaneda Central (2023) - Banco Provincia (2021) - Barrio Jardín (Tucumán) (2018-19) - Basquetbol Córdoba (Corrientes) (2023) - Belgrano BBC (Santiago del Estero) (2023) - Boca Juniors (CABA)(Liga de Desarrollo) (2021) - Burzaco FC (2017-18) - CAOVA (Rosario) (2023) - Centro Español y Deportivo (2024) - Centro Vecinal 20 de febrero (2021) - Ciudadela Básquet (San Miguel de Tucumán) (2017-18) - Comercio (Santa Sylvina) (2018-19) - Complejo Deportivo (Justiniano Posse) (2014-15) - CSD Sargento Cabral (2021) - Del Bono (Rivadavia, San Juan) (2011-12) - Deportivo Norte (Armstrong) (2016-17) - El Tala (Rosario) (2023) - Estudiantes (Formosa) (2023) - Estudiantes (Tucumán) (2020) - Ferrocarril (San Salvador) (2024) - Gimnasia y Esgrima (Pergamino) (2018-19) - Gimnasia y Tiro (Salta) (2024) - Hindú Club (Córdoba) (2013-14) - Independiente BBC (Santiago del Estero) (2011-12) - Instituto ACC (Córdoba) (2011-12) - Jorge Newbery (Carmen de Patagones) (2017-18) - Jorge Newbery (Santiago del Estero) (2022) - Juventud Unida (Goya) (2014-15) - Montmartre (Catamarca) (2022) - Náutico Hacoaj (Tigre) (2023) - Oberá TC (Oberá) (Liga de Desarrollo) (2021) - Olimpo (Bahía Blanca) (2014-15) - Paracao (Paraná) (2023) - Quilmes (Mar del Plata) (2024) - Quimsa (Liga de Desarrollo) (2021) - Racing Club (Trelew) (2023) | - Regatas (Corrientes) (Liga de Desarrollo) (2021) - Revolución San Juan Básquet (San Juan) (2022) - Riachuelo (La Rioja) (2020) - Salta Basket (2014-15) - San Juan Básquet (2020) - San Lorenzo de Almagro (CABA) (2013-14) - San Miguel (Río Gallegos) (2022) - Comunicaciones (Mercedes, Corrientes) LDD (2021) - Sportivo America (Rosario) (2024) - Timbues Basquet (2021) - Trebolense M, S y B (2023) - Unión (Crespo) (2024) - Tucumán Básquet (2019-20) - Unión Abasto (Tucumán) (2019-20) - Unión Eléctrica (Córdoba) (2011-12) - Unión y Juventud (Bandera) (2024) - Unitarios (Marcos Paz) (2024) - USAR (Rosario) 2024) - Villa Congreso (Viedma) (2017-18) - Wilde Sporting (2020) - NB Tucumán 2021, - LBNA Básket (Tucumán) 2023 - Centro Basko Argentino Euzko Etxea (Necochea) (Debut) - Escuela de Básquet Mosconi (Caleta Olivia) (Debut) - Club El Tala (San Francisco) (Debut) - Club Atlético San Lorenzo (Monte Caseros) (Debut) - Club Urquiza Santa Elena (Santa Elena) (Debut) - Club Ciclista Paraná (Paraná) (Debut) - Club Atlético Huracán Las Heras (Las Heras) (Debut) - Clubes Asociados Progreso Rowing e Independiente (Posadas) (Debut) - Concepción BBC (Banda del Río Salí) (Debut) - Club Atlético Rosario Central (Rosario) (Debut) - Club Atlético Rivadavia Juniors (Santa Fe) (Debut) - Club Sportivo Rivadavia Mutual Social y Cultural (San Genaro) (Debut) - Club Atlético San Jorge Mutual y Social (San Jorge) (Debut) - Club Atlético San Miguel (San Miguel) (Debut) - Club San Fernando (San Fernando) (Debut) - Club Social Alejandro Korn (Alejandro Korn) (Debut) - Club Atlético Monte Grande (Monte Grande) (Debut) - Cañuelas F.C (Cañuelas) (Debut) - Club Atlético Banco de la Nación Argentina (Vicente López) (Debut) - Club Deportivo San Andrés (Malaver) (Debut) |

Notas
1. ↑  Abandonó la competencia durante la temporada 2014-15. Pick and roll (29 /01/ 2015). «Facundo dejó el Federal».
2. ↑  Gimnasia y Esgrima Pedernera Unidos
3. ↑  Se lo suspendió durante el transcurso de la temporada 2014-15. Pick and roll (14 de noviembre de 2014). «Clásico y suspensión».
4. ↑  Abandonó la competencia durante la temporada 2011-12 
  - Basket Tucumano (07-01-2012). «Por problemas económicos insalvables Juan Bautista Alberdi se bajó del Torneo Federal».
  - Argentina Basketball (28 de enero de 2012). «Estas decisiones le hacen daño al Torneo Federal».
5. ↑  Asociación Civil integrada por la Municipalidad de Zárate, la Asociación de Básquet de Zárate Campana y los clubes Independiente, Náutico, Defensores Unidos, Central Buenos Aires, Paraná y Belgrano, de nombre legal Unión de Zárate y nombre de fantasía Zárate Básket. 
  - Básquet Plus (08-08-2017). «Zárate Basket Independiente, la ciudad detrás de un nuevo desafío».
6. ↑  Adelante Muchachada Amante del Deporte
7. ↑  Fue una fusión de los clubes Atlético Gorritti y Ciudad Nieva:
  - Jujuy al Momento (03-02-2022). «"Jujuy Básquet": Gran proyecto deportivo en marcha».
8. ↑  En la temporada 2015-16 compitió como Reconquista Básket.
9. ↑  Abandonó la competencia durante la temporada 2012-13. Pick & Roll (07-01-2013). «Municipal El Bordo abandona el Federal».
10. ↑  En la temporada 2015-16, pese a presentar los avales en tiempo y forma, previo al inicio del torneo, desistió de participar. Básquet Plus (21 de octubre de 2015). «Municipal Santa Rosa se bajó del Torneo Federal».
11. ↑  Asociación civil creada para competir profesionalmente, por la fusión de los clubes: Gimnasia, Sports, Douglas Haig, Sirio Libanés y Juventud y el apoyo económico de la Municipalidad de la Ciudad de Pergamino. 
  - La Opinión on Line (30 de junio de 2019). «Formaron la comisión directiva del equipo Pergamino Basket»..
  - Argentina Basketball (10-07-2019). «Los clubes oficializaron el proyecto Pergamino Basquet».
12. ↑  Universidad Nacional del Chaco Austral
13. ↑  Club Atlético San Antonio
14. ↑  Club Atlético Olegario Víctor Andrade
15. ↑  Fue una fusión de los clubes Ausonía, Urquiza y la Universidad Nacional de San Juan, conformada para participar del certamen:
  - Voces Paralelas (19 de enero de 2022). «Revolución Básquet San Juan estará en la nueva Liga Federal de Básquet».
  - La Excusa Deportiva (20 de enero de 2022). «San Juan revoluciona el básquet federal».
16. ↑   Fue una fusión conformada por Tucumán BB, Independiente de Tucumán y Concepción BBC (Vía País. «Tucumán Basket formará parte del próximo Torneo Federal de Básquet».), (Estadio “Julio Ernesto Luna) pero se disolvió antes de la finalización del certamen (El Tucumano. «Tucumán Básquet disolvió la fusión por falta de aportes económicos».)
17. ↑   Fue una fusión de los clubes Central Córdoba y Nicolás Avellaneda Diario La Gaceta (18 de septiembre de 2019). «Unión Abasto se denonimará la fusión entre Nicolás Avellaneda y CC».
18. ↑  Unión Sionista Rosario Argentina
19. ↑   Fue una fusión de los clubes Barrio Jardín y Nicolás Avellaneda. Argentina Basketball (25 de enero de 2023). «La fusión tucumana se prepara para el debut».
20. ↑   Fue una fusión de los clubes Lomas Básquet y Nicolás Avellaneda. Argentina Basketball (19 de febrero de 2021). «Fusión en Tucumán».

### Equipos y debuts por temporada
| Temporada | Equipos       | Debutantes |
| --------- | ------------- | ---------- |
| 2011-12   | 55            |            |
| 2012-13   | 49            | 13         |
| 2013-14   | 52            | 14         |
| 2014-15   | 54            | 19         |
| 2015-16   | 50            | 11         |
| 2016-17   | 50            | 12         |
| 2017-18   | 64            | 21         |
| 2018-19   | 70            | 11         |
| 2019-20   | 72            | 15         |
| 2021      | 69            | 27         |
| 2022      | 102           | 19         |
| 2023      | 102           | 28         |
| 2024      | 108           | 22         |
| 2025      | 110           | 21         |
| 2012-2025 | Total equipos | 288        |

Notas
1. ↑  Debuts 2012-13: Atenas Sport Club (San José), Centro Deportivo Rivadavia (Mendoza), Ferro Carril Oeste  (CABA), Ferrocarril (Concordia), Firmat FBC, Independiente (Tucumán), Racing (Gualeguaychú), Regatas (Resistencia), Sportivo AC (Las Parejas), Sportsmen Unidos (Rosario), Tiro Federal (Morteros), UNCAus (Chaco), Unión Vecinal (La Plata).
2. ↑  Debuts 2013-14: Andes Talleres (Mendoza), Asociación Tiro y Deportes Río Grande (La Mendieta), Atenas (Carmen de Patagones), Atlético Carcarañá (Santa Fe), Atlético Villa San Martín (Resistencia), Belgrano (San Nicolás), Club Unión Alem Progresista (Allen), GEPU (San Luis), Hindú Club (Córdoba), Parque Sur (Concepción del Uruguay), Platense (Vicente López), Red Star BBC (Catamarca), San Lorenzo de Almagro (CABA), Unión (Sunchales).
3. ↑  Debuts 2014-15: Asociación Italiana (Charata),
Atlético Saladas (Corrientes), Bahiense del Norte (Bahía Blanca), Central Argentino Olímpico (Ceres), Central Entrerriano  (Gualeguaychú), Complejo Deportivo (Teniente Origone), Gimnasia y Esgrima (La Plata), Huracán (San Justo), Independiente (Neuquén), José Hernández  (CABA), Juventud Unida (Goya), Municipal Santa Rosa (Corrientes), Olimpo (Bahía Blanca), River Plate (CABA), Salta Basket (Salta), Sanjustino (San Justo, Santa Fe), Sarmiento (Junín), Temperley (Lomas de Zamora), Tucumán BB (Tucumán).
4. ↑  Debuts 2015-16: Ameghino (Villa María), Argentino (Pergamino), Asociación Mitre (Tucumán), Atlético Pilar (Pilar), Atlético Tostado (Santa Fe), Capuchinos (Concordia), Central San Javier (Santa Fe), Estudiantil Porteño  (CABA), Municipalidad de Junín Basket (Mendoza), Unión (Goya), Villa Mitre (Bahía Blanca).
5. ↑  Debuts 2016-17:Amancay (La Rioja), BH (Gualeguay), Deportivo Norte (Armstrong), Hindú BBC (Catamarca), Huracán de San Javier (Santa Fe), Independiente D.S.C. (Oliva), Lanús (Lanús), Nicolás Avellaneda (Tucumán), Racing (Avellaneda), Racing (Chivilcoy), Sportivo Escobar (Escobar), Unión (Mar del Plata).
6. ↑  Debuts 2017-18:9 de Julio (Río Tercero), Atalaya Club (Rosario), Burzaco FC (Burzaco), Caza y Pesca (Don Torcuato), Cinco Saltos (Río Negro), Cipolletti (Cipolletti), Ciudadela Básquet (Tucumán), El Tribuno Basket (Salta), Ferro Carril Oeste (General Pico), Ferrocarril Patagónico (Puerto Madryn), Jachal BC (San Juan), Jorge Newbery (Carmen de Patagones), Los Indios (Moreno), Olimpia (Paraná), Presidente Derqui, San Martín (Curuzú Cuatiá), Santa Paula (Gálvez), Sol de Mayo (Viedma), Sportivo Suardi (Suardi), Villa Congreso (Viedma), Zárate Basket Independiente (Zárate).
7. ↑  Debuts 2018-19:Deportivo Acción (Sáenz Peña), AMAD (Goya, Corrientes), Atlético y Biblioteca (Bell Ville), Barrio Jardín (Tucumán), Belgrano (Tucumán), Comercio (Santa Sylvina), Deportivo San José (San José), Gimnasia y Esgrima (Pergamino), Pico Football Club (General Pico), Sol de América (Formosa), Sport Club Cañadense.
8. ↑  Debuts 2019-20: 9 de Julio (Morteros), Centenario (Neuquén), Cultural y Deportivo (Santa Sylvina), Estudiantes (Tucumán), Institución Sarmiento (CABA), Juventud Unida (Alpachiri), La Rioja Básquet, Neptunia (Gualeguaychú), Pergamino Basket, Riachuelo (La Rioja), San Juan Básquet, Somisa (San Nicolás), Tucumán Básquet, Unión Abasto (Tucumán), Wilde Sporting (Wilde).
9. ↑  Debuts 2021: All Boys (CABA), Atlético Riojano, Banco La Rioja, Banco Provincia (Olivos), Centro Vecinal 20 de febrero (Salta), Colón (Chivilcoy), Comuna Timbúes Basquet (Timbúes), Colón (Corrientes), El Talar y Anexo Biblioteca Bme. Mitre (CABA), Gimnasia y Esgrima (Rosario), Italiano (CABA), Luis Luciano (Urdinarrain), Náutico Sportivo Avellaneda (Rosario), NB Tucumán, Petroleros Argentinos, Pinocho  (CABA), Regatas (San Nicolás), Sargento Cabral (Salta), Sociedad Hebraica (Pilar), Boca Juniors (CABA)(Liga de Desarrollo), Ciclista Olímpico (La Banda) (Liga de Desarrollo), Comunicaciones (Mercedes) (Liga de Desarrollo), Libertad (Sunchales) (Liga de Desarrollo), Oberá Tennis (Liga de Desarrollo), Obras Sanitarias (CABA) (Liga de Desarrollo), Quimsa (Liga de Desarrollo), Regatas (Corrientes) (Liga de Desarrollo).
10. ↑  Debuts 2022: Atlético Tala (Corrientes), Atlético Unión (Villa Unión), Centro Bancario (Gualeguay), Defensores de Hurlingam, El Biguá (Neuquén), El Ceibo (San Francisco), Federación Deportiva (C. Rivadavia), Guillermo Brown (Puero Madryn), Jorge Newbery (Santiago del Estero), Jujuy Basquet, Montmartre (Catamarca), Provincial (Rosario), Racing Atletic Club (Olavarría), Rioja Juniors, San Juan Revolución Básquet (San Juan), San Miguel (Río Gallegos), Temperley (Rosario), Unión Deportiva Río Colorado (Río Colorado), Zorros Básquet (Neuquén).
11. ↑  Debuts 2023: Alberdi Club (Villa Mercedes),
Almafuerte (Las Varillas), Almagro (Esperanza), Atenas (La Plata), Ateneo Popular Versalles (CABA), Atlético Villegas (Villegas), Avellaneda Central, Basquetbol Córdoba (Corrientes), Belgrano BBC (Santiago del Estero), Bochas Sport Club (Colonia Caroya), C.A.O.V.A. (Rosario), Centenario F.B.C.C y D (Venado Tuerto), Claridad (Ciudadela), El Tala (Rosario), Estudiantes (Formosa), Ferrocarril Midland (Libertad), Gimnasia y Esgrima (Ituzaingó), Juventud Sionista (Paraná), Kimberley (Mar del Plata), LNBA (Tucumán), Náutico Hacoaj (Tigre), Olimpia (Venado Tuerto), Paracao (Paraná), Racing Club (Trelew), San Martín (Marcos Juárez), San Martín (Tucumán), Sportivo Independiente (G. Pico), Trebolense M, S y B (El Trebol).
12. ↑  Debuts 2024: 3 de Febrero (San Andrés), Alumni (Casilda), Argentino (Marcos Juárez), Asociación Chamical Basket (Chamical), Atlético Ezeiza (Ezeiza), Atlético Unión Crespo (Crespo), C.A.S.A. (San Antonio de Padua), Central Argentino (Villa María), Centro Español y Deportivo (Targal), Deportivo Berazategui (Berazategui), Ferrocarril (San Salvador), Gimnasia y Esgrima (Santa Fe), Gimnasia y Tiro (Salta), Hércules (Charata), Independiente (Zárate), Los Indios (Junín), Quilmes (Mar del Plata), Sportivo America (Rosario), Unión Sionista (Rosario), Unión Vecinal y Fomento (Munro), Unión y Juventud (Bandera), Unitarios (Marcos Paz).
13. ↑  Debuts 2025: Atlético Monte Grande (Monte Grande),  Atlético San Miguel (San Miguel), Atlético San Jorge (San Jorge), Banco de la Nación Argentina (Vicente López), Basko Argentino Euzko Etxea (Necochea), C.A.P.R.I. (Posadas), Cañuelas F.C (Cañuelas), Ciclista (Paraná), Concepción BBC (Banda del Río Salí), Deportivo San Andrés (Malaver), El Tala (San Francisco), Escuela de Básquet Mosconi (Caleta Olivia), Huracán (Las Heras), Náutico Rada Tilly (Rada Tilly), Rivadavia Juniors (Santa Fe), Rosario Central (Rosario), San Fernando (San Fernando), San Lorenzo (Monte Caseros), Social Alejandro Korn (Alejandro Korn), Sportivo Rivadavia (San Genaro), Urquiza (Santa Elena).

## Historial de campeones

### Campeones por temporada
| Temporada | N.º | Campeón                                 | Serie/ Resultado                                                  | MVP Finales                                                       | Finalista                                                         | Semifinalistas                                                    | Ascendidos                                   |
| --------- | --- | --------------------------------------- | ----------------------------------------------------------------- | ----------------------------------------------------------------- | ----------------------------------------------------------------- | ----------------------------------------------------------------- | -------------------------------------------- |
| 2011-12   | 1   | La Unión (Colón)                        | 2 - 0 74-53 90-71                                                 | Mariano Mazzini                                                   | San Lorenzo (Chivilcoy)                                           | Brown Instituto                                                   | La Unión San Lorenzo                         |
| 2012-13   | 2   | Unión (Santa Fe)                        | 3 - 2 70-106 84-92 97-68 72-70 81-77                              |                                                                   | Barrio Parque (Córdoba)                                           | Regatas Uruguay Hispano Americano                                 | Unión (SF) Barrio Parque                     |
| 2013-14   | 3   | Estudiantes (Olavarría)                 | 3 - 1 91-85 87-55 80-88 71-69                                     |                                                                   | Regatas (Concepción del Uruguay)                                  | Hispano Americano Rosario del Tala                                | Estudiantes Hispano Americano                |
| 2014-15   | 4   | Parque Sur (Concepción del Uruguay)     | 92-91                                                             |                                                                   | Olimpo (Bahía Blanca)                                             | Atenas (Carmen de Patagones) Hindú Club (Resistencia)             | Parque Sur Olimpo Atenas Hindú Club          |
| 2015-16   | 5   | Temperley (Temperley)                   | 68-59                                                             |                                                                   | Sportivo Las Parejas (Las Parejas)                                | Central Entrerriano Belgrano (SN)                                 | Temperley Sportivo Las Parejas               |
| 2016-17   | 6   | Ramos Mejía LTC (Ramos Mejía)           | 2 - 0 85 - 71 99 - 74                                             |                                                                   | Deportivo Norte (Armstrong)                                       | Talleres de Tafí Viejo Ameghino (VM)                              | Deportivo Norte (A) Ramos Mejía LTC          |
| 2017-18   | 7   | Racing (Chivilcoy)                      | 2 - 0 92 - 84 94 - 69                                             | Alejo Barrales                                                    | Central Argentino Olímpico (Ceres)                                | River Plate Lanús                                                 | Racing (C) Central Argentino Olímpico        |
| 2018-19   | 8   | Central Entrerriano (Gualeguaychú)      | 2 - 1 91-64 80-62 68-81                                           | Adrián Forastieri                                                 | Villa Mitre (Bahía Blanca)                                        | Zárate Basket Lanús                                               | Central Entrerriano Villa Mitre              |
| 2019-20   | 9   | No hubo.                                | Temporada cancelada anticipadamente por la pandemia del Covid-19. | Temporada cancelada anticipadamente por la pandemia del Covid-19. | Temporada cancelada anticipadamente por la pandemia del Covid-19. | Temporada cancelada anticipadamente por la pandemia del Covid-19. | No hubo.                                     |
| 2021      | 10  | Jáchal BC (San José de Jáchal)          | F4                                                                | Marcelo Piuma                                                     | Zárate Basket (Zárate)                                            | Pergamino Básquet Comunicaciones                                  | Jáchal BC Zárate Basket                      |
| 2022      | 11  | La Unión (Colón)                        | 2 - 0 95-92 91-83                                                 | Germán Frencia                                                    | Pico Football Club (General Pico)                                 | GEPU Club Atlético Provincial                                     | Pico Football Club La Unión                  |
| 2023      | 12  | Club Atlético Unión (Mar del Plata)     | 2 - 0 85-84 93-87                                                 | Martín Herero                                                     | Club Atlético Provincial (Rosario)                                | Amancay Club (La Rioja) Club Sportivo Suardi (Suardi)             | Club Atlético Unión Club Atlético Provincial |
| 2024      | 13  | El Talar (Buenos Aires)                 | 2-1 86-72 76-85 70-72                                             | Federico Glinberg                                                 | Centenario (Venado Tuerto)                                        | Tokio (Posadas) Regatas (San Nicolás)                             | El Talar Centenario                          |
| 2025      | 14  | Club Central Entrerriano (Gualeguaychú) | 2-1 61-86 88-60 74-60                                             |                                                                   | Club Atlético Santa Paula (Gálvez)                                | Club Deportivo Pérfora Club Atlético Talleres                     | Central Entrerriano Santa Paula              |

Nota
1. ↑  Comunicaciones de Mercedes participó de la temporada 2021 del Federal con el equipo formativo de Liga de Desarrollo y por ello no compitió por el ascenso, sin embargo se podía consagrar campeón.

.

### Campeonatos, subcampeonatos y ascensos por equipos
A lo largo de las XIV ediciones, once equipos obtuvieron el título de campeón. Sólo dos equipos obtuvieron dos títulos: La Unión de Colón (2012 y 2022) y Central Entrerriano de Gualeguaychú (2018-19 y 2025), ambos de la Provincia de Entre Ríos; en tanto que un torneo se declaró desierto (2020); y las restantes ediciones fueron ganadas por clubes distintos.

En cuanto a los subcampeonatos, hubo doce subcampeones distintos, ya que ningún equipo repitió final.

Respecto a los ascensos, a lo largo de la historia 25 equipos lograron el ascenso por méritos deportivos, debiendo tenerse en cuenta el doble ascenso de La Unión de Colón, tras el bicampeonato, con lo cual los ascensos otorgados por el certamen fueron 26. Ello sin perjuicio de que algunos de los ascendidos, no disputaron la temporada siguiente el torneo de la categoría mayor 

| Equipo                                                        | Campeón         | Subcampeón | Ascensos         |
| ------------------------------------------------------------- | --------------- | ---------- | ---------------- |
| Club La Unión (Colón)                                         | 2 (11-12, 2022) |            | 2 (11-12 y 2022) |
| Club Central Entrerriano (Gualeguaychú)                       | 2 (18-19, 2025) |            | 2 (18-19, 2025)  |
| Club Atlético Unión (Santa Fe)                                | 1 (12-13)       |            | 1 (12-13)        |
| Club Atlético Estudiantes (Olavarría)                         | 1 (13-14)       |            | 1 (13-14)        |
| Club Parque Sur (Concepción del Uruguay)                      | 1 (14-15)       |            | 1 (14-15)        |
| Club Atlético Temperley (Turdera)                             | 1 (15-16)       |            | 1 (15-16)        |
| Ramos Mejía LTC (Ramos Mejía)                                 | 1 (16-17)       |            | 1 (16-17)        |
| Racing Club (Chivilcoy)                                       | 1 (17-18)       |            | 1 (16-17)        |
| Jáchal BC (San José de Jáchal)                                | 1 (2021)        |            | 1 (2021)         |
| Club Atlético Unión (Mar del Plata)                           | 1 (2023)        |            | 1 (2023)         |
| Club El Talar y anexo Biblioteca Bartolomé Mitre (CABA)       | 1 (2024)        |            | 1 (2024)         |
| Club Basquetbol San Lorenzo (Chivilcoy)                       |                 | 1 (11-12)  | 1 (11-12)        |
| Club Atlético Barrio Parque (Córdoba)                         |                 | 1 (12-13)  | 1 (12-13)        |
| Club Regatas Uruguay (Concepción del Uruguay)                 |                 | 1 (13-14)  |                  |
| Club Olimpo (Bahía Blanca)                                    |                 | 1 (14-15)  | 1 (14-15)        |
| Sportivo Atlético Club (Las Parejas)                          |                 | 1 (15-16)  | 1 (15-16)        |
| Club Atlético Deportivo Norte (Armstrong)                     |                 | 1 (16-17)  | 1 (16-17)        |
| Club Central Argentino Olímpico (Ceres)                       |                 | 1 (17-18)  | 1 (17-18)        |
| Club Villa Mitre (Bahía Blanca)                               |                 | 1 (18-19)  | 1 (18-19)        |
| Zárate Basket (Zárate)                                        |                 | 1 (2021)   | 1 (2021)         |
| Pico Football Club (General Pico)                             |                 | 1 (2022)   | 1 (2022)         |
| Club Atlético Provincial (Rosario)                            |                 | 1 (2023)   | 1 (2023)         |
| Centenario Football Club Cultural y Deportivo (Venado Tuerto) |                 | 1 (2024)   | 1 (2024)         |
| Club Atlético Santa Paula (Galvez)                            |                 | 1 (2025)   | 1 (2025)         |
| Club Deportivo Hispano Americano (Río Gallegos)               |                 |            | 1 (13-14)        |
| Club Atlético Atenas (Carmen de Patagones)                    |                 |            | 1 (14-15)        |
| Hindú Club (Resistencia)                                      |                 |            | 1 (14-15)        |
| Vacante                                                       | 1 (19-20)       | 1 (19-20)  | 0 2019-20        |
| TOTAL                                                         | 14              | 14         | 28               |

Nota
1. 1 2   No disputó la Liga Argentina 2017-18. [Básquet Plus (12/09/2017). «Ramos Mejía explicó los motivos de su no participación en la Liga Argentina».]

## Sucesión
| Predecesor: Liga B 1992-93 / 2010-11 | Torneo Federal de Básquet 2011-12 / 2021 | Sucesor: Liga Federal de Básquet 2022 / actualidad |

## Enlaces
- Liga Nacional de Básquetbol
- Liga Argentina de Básquetbol
- Torneo Federal de Básquetbol en CABB

- Datos: Q6149490
- Multimedia: La Liga Federal (básquetbol) / Q6149490